# Alchemilla sokolowskii
Alchemilla sokolowskii é uma espécie de rosácea do gênero Alchemilla, pertencente à família Rosaceae.